# Blumenmanufaktur

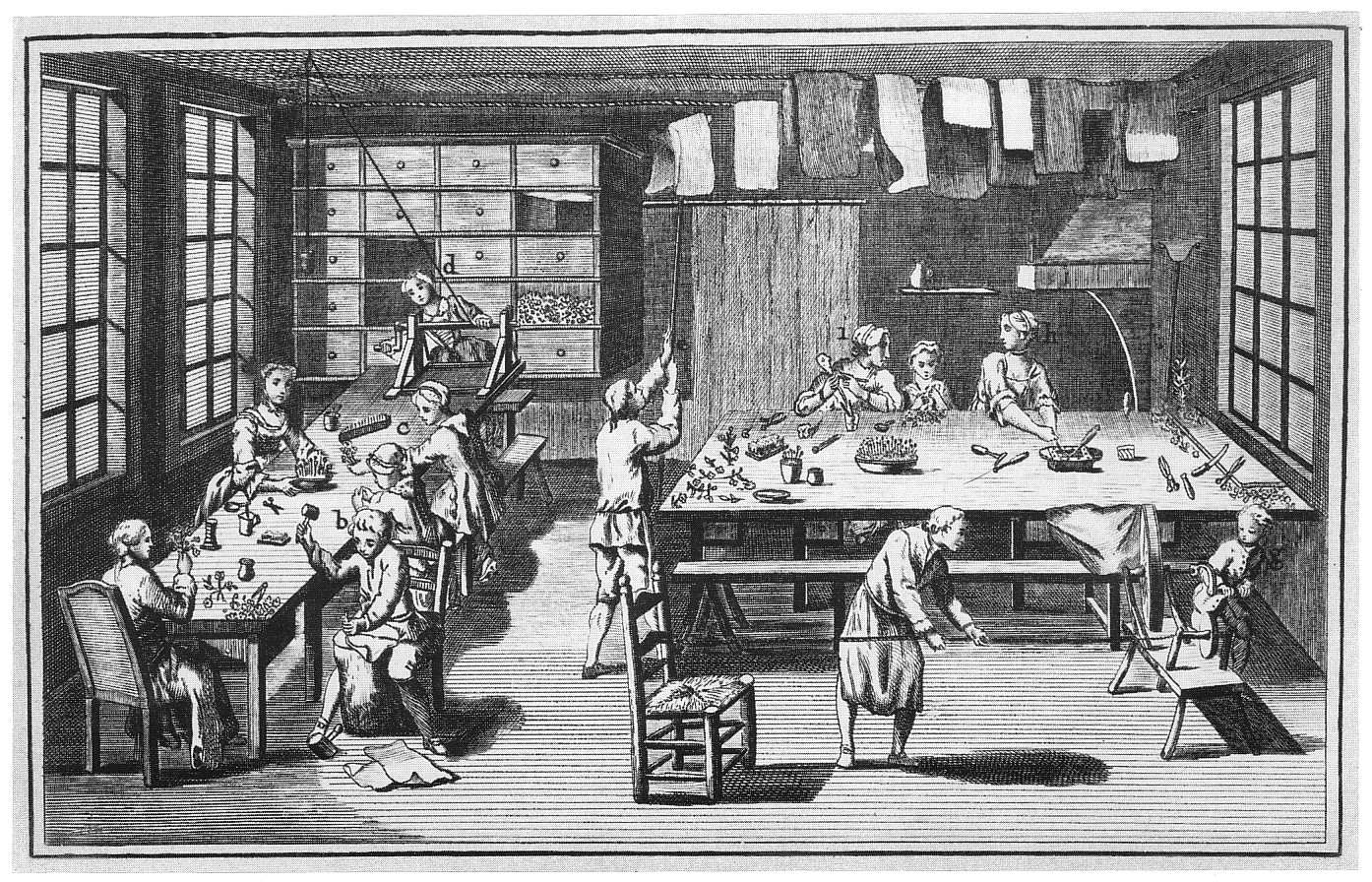
Eine Blumenmanufaktur. Abbildung aus der Enzyklopädie Diderots

Blumenmanufakturen waren spezialisierte Produktionsbetriebe in der Zeit des Übergangs von vorwiegend individuell-handwerklicher zu industrieller Güterherstellung. 

## Der Arbeitsprozess

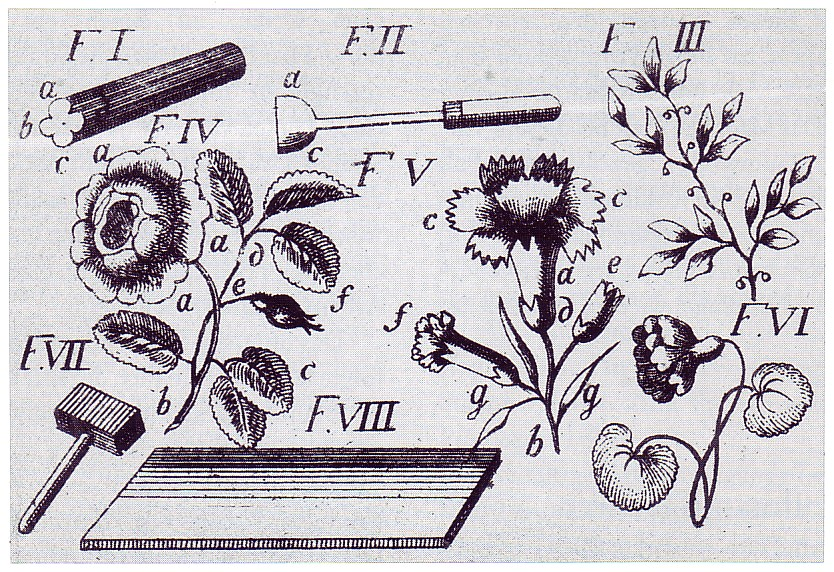
Werkzeuge der Blumenmanufaktur

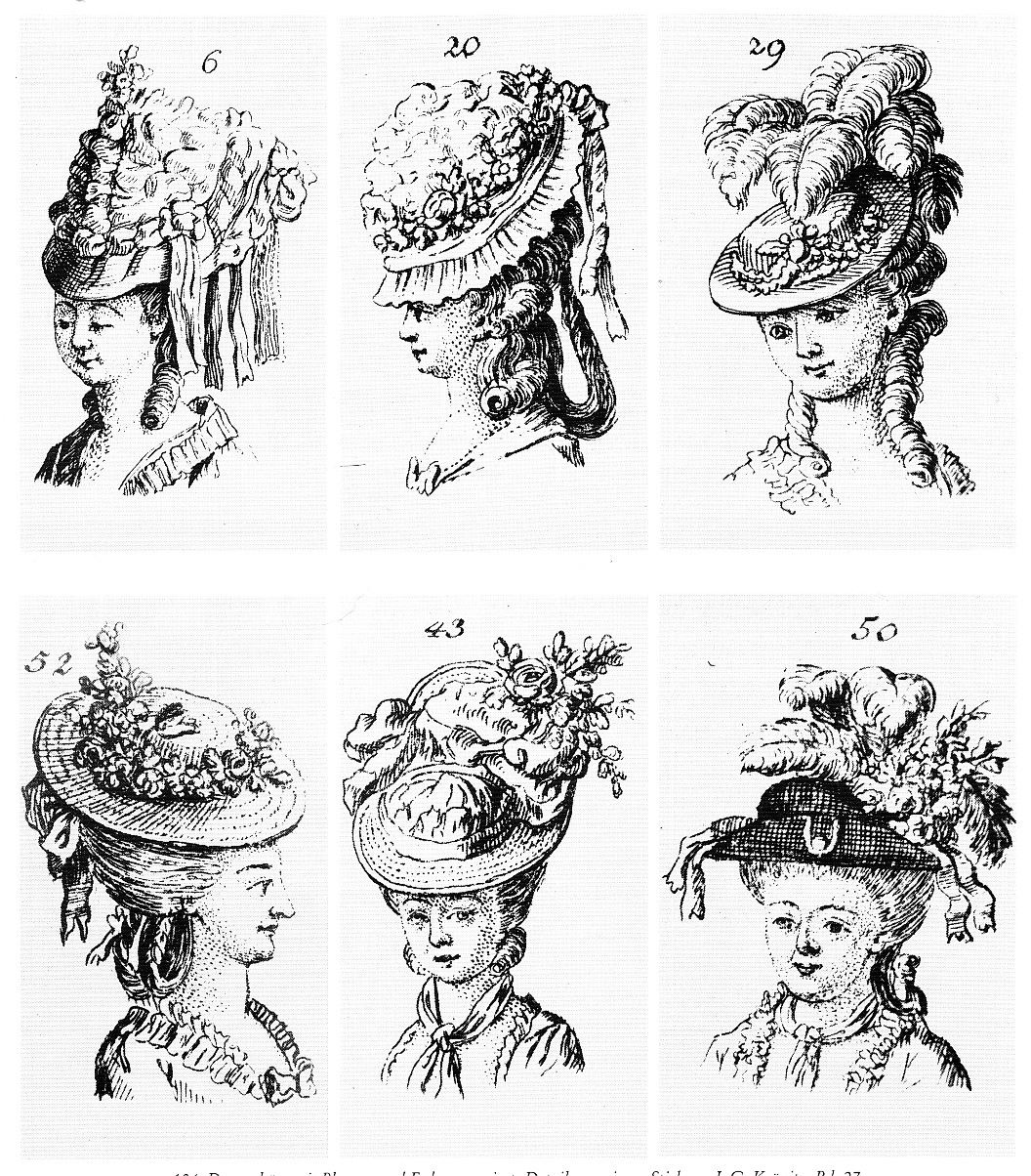
Damenhüte mit Kunstblumenschmuck

Die so genannte italienische Blumenmanufaktur – die Methode war in Italien erfunden worden und dort ebenso wie in Frankreich verbreitet – konnte mit billigen Rohstoffen und schlecht bezahlten Arbeitskräften verhältnismäßig preisgünstige Produkte auf den Markt bringen. Ausgangsmaterial für die Herstellung der Seidenblumen waren Abfallstoffe der Seidenherstellung, nämlich die Häute der Kokons, die beim Haspeln der Seidenfäden übrigblieben. Die Häute wurden sortiert, gesäubert und nach einer geheim gehaltenen Farbrezeptur eingefärbt. Aus diesem Material entstanden dann Blüten und kleinere Blätter, für größeres Blattwerk verwendete man feines Papier. Die Blütenblätter wurden von Hand mit leicht erhitzten eisernen Stanzen, den wichtigsten und teuersten Werkzeugen der Manufaktur, aus den präparierten Kokons geschnitten.
Die Arbeitsorganisation entsprach dem Typ der zentralisierten Manufaktur. Jede Arbeitskraft führte eine bestimmte Aufgabe aus und übergab ihr Werkstück an die nächste Herstellungsstufe, bis die Blumen in flache Kartons verpackt und zum Verkauf gebracht werden konnten. Mehr als die Hälfte der Produktion ging in den Export. Alle Arbeitsschritte erfolgten in den Räumen der Manufaktur.

## Manufakturen in Berlin
Die erste preußische Manufaktur für künstliche Blumen, einen Artikel, nach dem die Damenmode jener Zeit verlangte, wurde 1769 in Berlin an der Gertraudenbrücke durch Madame de Rieux, die Witwe eines Akzisebeamten, eingerichtet. Die Unternehmerin, deren Betrieb offiziell noch unter dem Namen ihres Mannes firmierte, hatte Arbeiterinnen aus Paris ins Land geholt, deren Kenntnisse der Produktionsabläufe zu einer schnellen Blüte der Manufaktur beitrugen. Schon 1769 hatte sie 40 Mitarbeiter, bekam aber zunächst keine der sonst üblichen staatlichen Hilfen zur Förderung der heimischen Produktion, weil die Erfolgsaussichten des Unternehmens gering eingeschätzt wurden.
Am 22. Januar 1771 empfahl Herr de Rieux in einer Zeitungsanzeige seine „Fabrique“ für Blumen, „welche unter den Namen von italienischen Blumen bekannt sind“ und teilte mit, „daß er darin nicht allein so weit gekommen ist, daß sie denen besten so wohl in Italien als Frankreich verfertigten Blumen völlig gleich kommen, sondern daß die Farben, deren er sich bedienet, die fremden Blumen an Schönheit und Lebhaftigkeit weit übertreffen, und da er außerdem noch die allhier fabricirten Blumen um einen ansehnlich geringeren Preiß offeriret, als andere fremde Blumen nur können erkauft werden, so läßt ihn so wohl dieses, als obige Vorzüge hoffen, daß man seine Fabrique denen italienischen und französischen Fabriquen weit vorziehen wird…“
1773 änderte sich die offizielle Haltung gegenüber der Blumenmanufaktur. Die inzwischen erkrankte Witwe Rieux hatte Berlin verlassen, ihr kaufmännischer Leiter Martin Friedel beantragte und erhielt eine Bewilligung zur Fortführung des Betriebes, in dem damals etwa 100 Arbeitskräfte beschäftigt waren. Die Konzession für Friedel war verbunden mit einem Mietzuschuss von 150 Reichstalern, Hilfe bei der Beschaffung des Rohmaterials, Erlass aller Gebühren und weiteren Erleichterungen. Derartige Unterstützung entsprach der vorherrschenden merkantilistischen Wirtschaftspolitik jener Zeit, die darauf abzielte, die Produktivität innerhalb der Landesgrenzen anzuregen, Exporte zu steigern, teure Importe zu verringern und auf diese Weise durch eine positive Handelsbilanz den finanziellen Reichtum des Staates zu mehren.
1783 waren bei Friedel etwa 150 Arbeitskräfte tätig, darunter nun auch Buchhalter und sonstige Verwaltungsangestellte. Die Firma verfügte über ein Warenlager in Berlin und war auf den Messen in Leipzig und Frankfurt (Oder) vertreten. Friedels ehemaliger Buchhalter Siegmund Otto Treskow gründete 1781 An der Stechbahn, einer Straße am Berliner Stadtschloss, eine weitere Blumenmanufaktur; auch sie war sehr erfolgreich. 1783 beschäftigte Treskow 30 Arbeitskräfte, 1791 waren es schon 130. Im Jahre 1830 nannte das Kaufmännische Adressbuch für Berlin 16 größere und kleinere Blumenhersteller mit insgesamt über 300 Beschäftigten. Die Unternehmer erzielten relativ hohe Gewinne, da sie nur geringe Ausgaben für das Rohmaterial und die einfachen Produktionsmittel hatten und niedrige Löhne zahlten. Häufig wurden Kinder beschäftigt, nicht selten Mädchen unter acht Jahren, die täglich mindestens zwölf Stunden arbeiteten.
Heute wird der Begriff „Blumenmanufaktur“ oft von Blumenläden verwendet, um einen überdurchschnittlichen Qualitätsanspruch anzudeuten.

## Weblink
- Artikel über Blumenfabriken in Berlin aus dem „Neuesten Conversationshandbuch“ von 1834 (Memento vom 12. Dezember 2009 im Internet Archive)